# Filialkirche Inzell

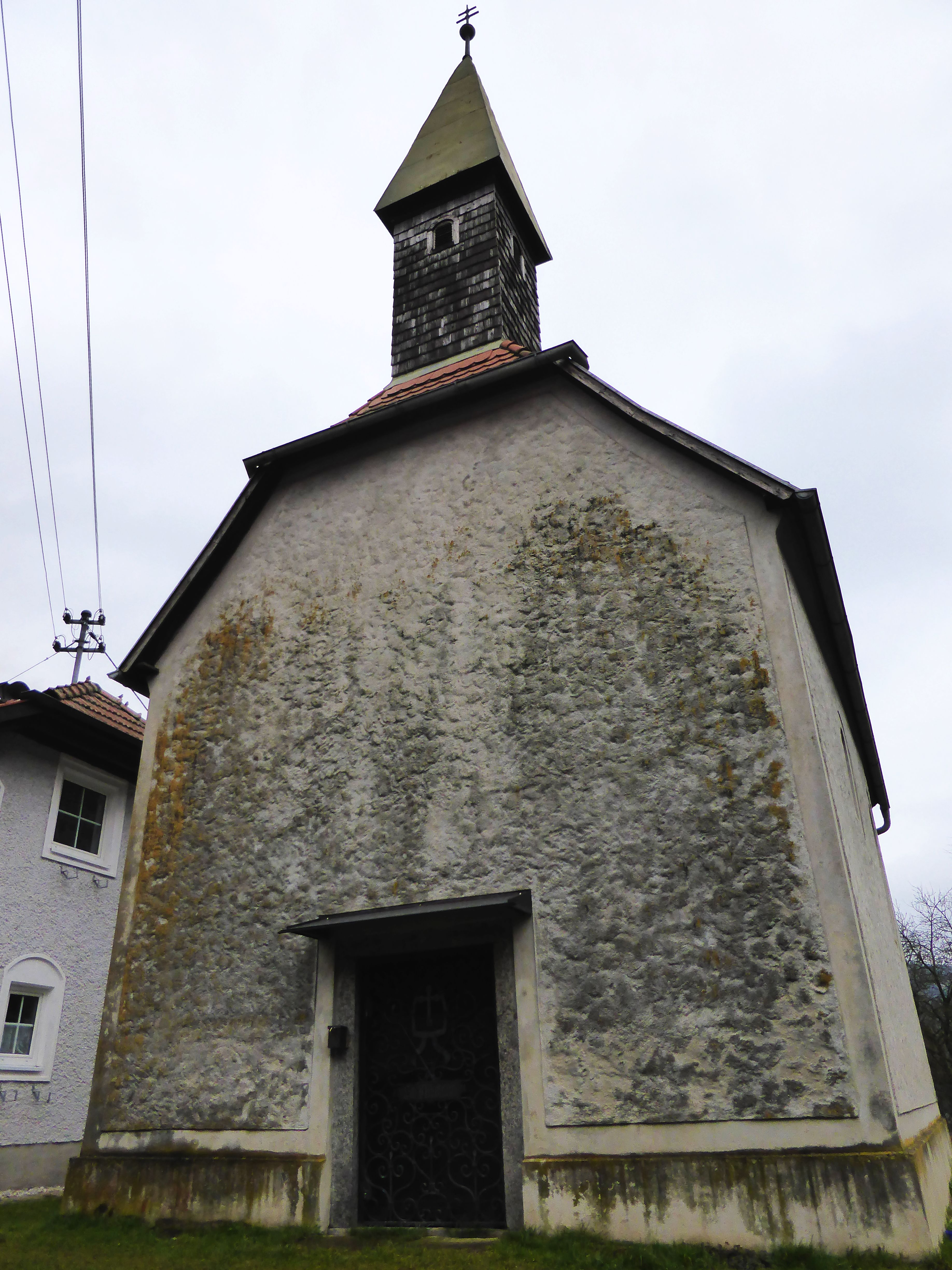
Filialkirche hl. Nikola in Inzell

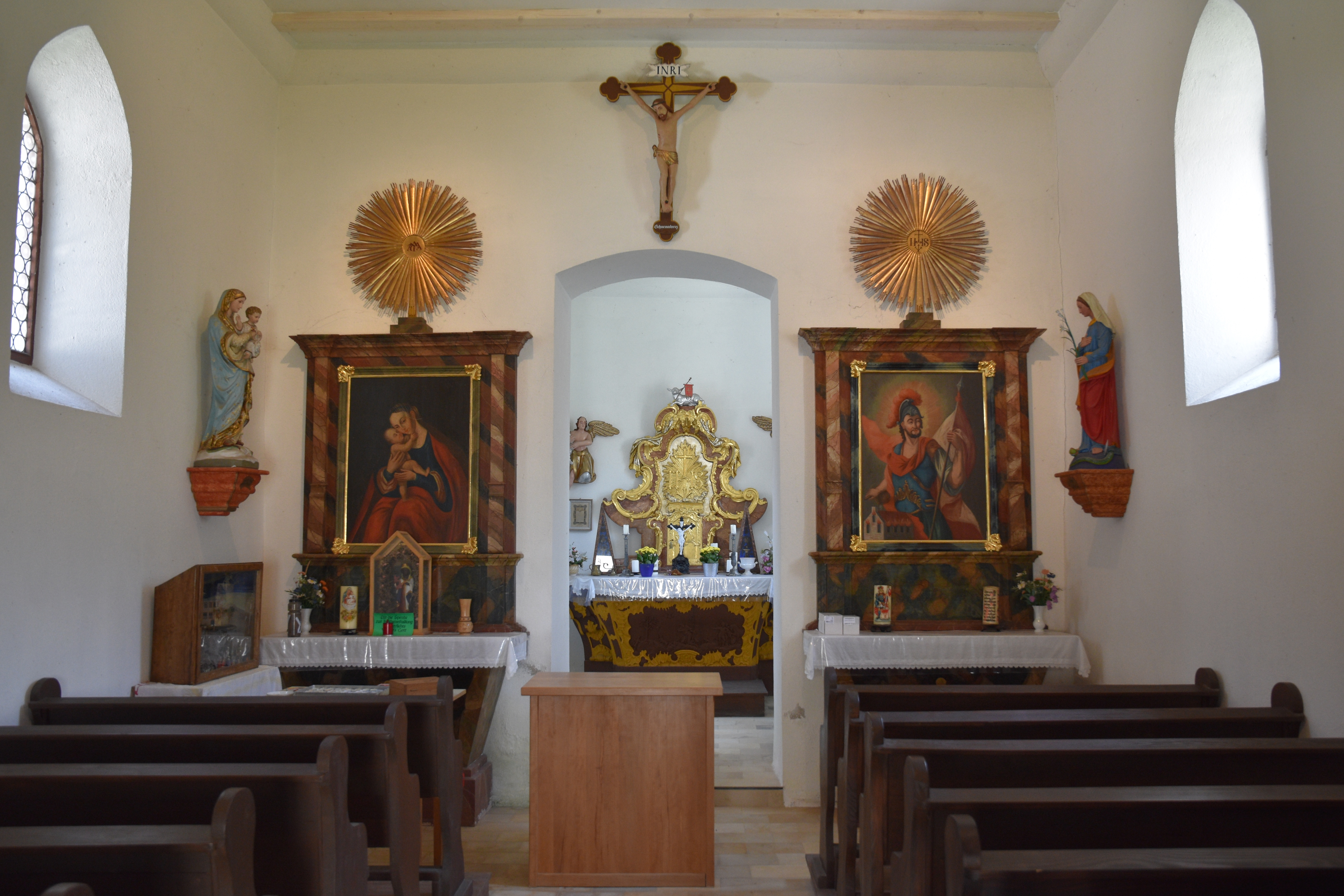
Innenansicht der Filialkirche St. Nikola in Inzell

Die römisch-katholische Filialkirche Inzell mit dem Patrozinium hl. Nikolaus steht im Ortsteil Inzell der Gemeinde Haibach ob der Donau im Bezirk Eferding in Oberösterreich und  untersteht der Pfarrkirche Haibach ob der Donau. Seit dem 1. Jänner 2023 gehört Haibach ob der Donau als eine von 14 Pfarrteilgemeinden zur Pfarre Eferdinger Land der Diözese Linz. Das Bauwerk steht unter Denkmalschutz (Listeneintrag).

## Geschichte
Die Kirche in Inzell wurde 1155 von einem Reichsgrafen, der auf der Donau unter Lebensgefahr gerettet wurde, errichtet. Nach Benno Ulm ist der Sakralbau der Romanik zuzuordnen. Die allmählich vom Verfall bedrohte Kirche wurde 1985 einer grundlegenden Sanierung unterzogen. Die Glocke ist aus dem Jahr 1655. Die Kirche steht im Eigentum der Gemeinde Haibach ob der Donau, weil 1791 die Kirche von der Diözese Linz der Gemeinde Haibach ob der Donau übergeben wurde, da sich der damalige Pfarrer Silvester Meyer geweigert hatte, die Kirche zu übernehmen.
Jedes Jahr findet am 6. August die traditionelle Schiffsleutemesse in Inzell statt.